# كاتسو غوتو
كاتسو غوتو (باليابانية: 後藤濶) هو نقابي ياباني، ولد في 1862، وتوفي في 1889.